# 다자와촌 (야마가타현)
다자와촌(田沢村)은 야마가타현 아쿠미군에 설치되었던 촌이다.